# Comportamento pró-social

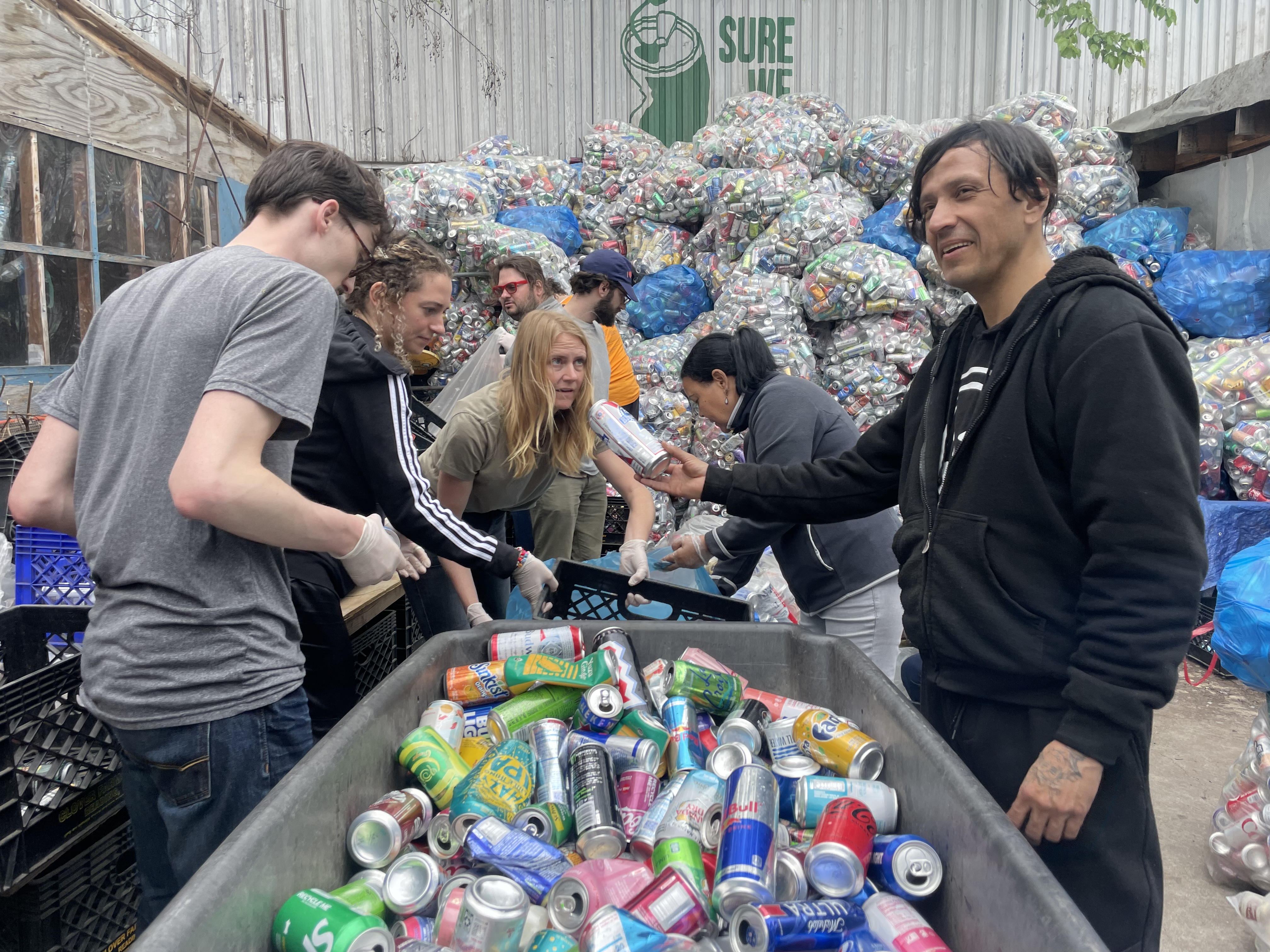
Demonstração de classificação de latas na celebração do Dia da Terra na Sure We Can - Brooklyn, Nova Iorque.

O comportamento pró-social, ou intenção de beneficiar os outros, é um comportamento social que "beneficia outras pessoas ou a sociedade como um todo", "como ajudar, compartilhar, doar, cooperar e ser voluntário". Obedecer às regras e conformar-se a comportamentos socialmente aceites (como parar num sinal de "Stop" ou pagar as compras) também são considerados comportamentos pró-sociais. Estas ações podem ser motivadas por sistemas de valores influenciados culturalmente; empatia e preocupação com o bem-estar e os direitos dos outros; preocupações egoístas ou práticas, como o status social ou a reputação de alguém, esperança de reciprocidade direta ou indireta ou adesão ao sistema percebido de justiça; ou altruísmo, embora a existência do altruísmo puro seja um tanto contestada, e alguns tenham argumentado que isto se enquadra no reino filosófico e não psicológico do debate. Evidências sugerem que a prossocialidade é essencial para o bem-estar de grupos sociais em diversas escalas, incluindo escolas. O comportamento pró-social na sala de aula pode ter um impacto significativo na motivação do aluno para a aprendizagem e nas contribuições para a sala de aula e para a comunidade em geral. No local de trabalho, o comportamento pró-social pode ter um impacto significativo na segurança psicológica da equipa, bem como efeitos indiretos positivos nos comportamentos de ajuda dos funcionários e no desempenho das tarefas. A empatia é um forte motivo para induzir comportamento pró-social e tem profundas raízes evolutivas.
O comportamento pró-social promove características positivas que são benéficas para as crianças e a sociedade. Ajuda em muitas funções benéficas, melhorando a produção de qualquer liga e a sua escala organizacional. Os psicólogos evolucionistas usam teorias como a teoria da seleção de parentesco e a aptidão inclusiva como uma explicação para o motivo pelo qual as tendências comportamentais pró-sociais são transmitidas geracionalmente, de acordo com a aptidão evolucionária demonstrada por aqueles que se envolveram em atos pró-sociais. Incentivar o comportamento pró-social também pode exigir a diminuição ou eliminação de comportamentos sociais indesejáveis.
Embora o termo "comportamento pró-social" seja frequentemente associado ao desenvolvimento de características desejáveis em crianças, a literatura sobre o tema cresceu desde o final da década de 1980 para incluir também comportamentos adultos. O termo "pró-social" tornou-se um movimento mundial, usando a ciência evolucionista para criar mudanças pró-sociais no mundo real, desde grupos de trabalho até toda a nossa cultura.

## Origem do termo
Segundo o investigador de psicologia Daniel Batson, o termo “foi criado por cientistas sociais como um antónimo para antissocial”.

## Reciprocidade vs. altruísmo na motivação
As formas mais puras de comportamento pró-social são motivadas pelo altruísmo, um interesse altruísta em ajudar outra pessoa. Segundo o professor de psicologia John W. Santrock, as circunstâncias mais suscetíveis de evocar o altruísmo são a empatia por um indivíduo necessitado, ou uma relação próxima entre o benfeitor e o beneficiário. Entretanto, muitos comportamentos pró-sociais que parecem altruístas são, na verdade, motivados pela norma da reciprocidade, que é a obrigação de retribuir um favor com outro favor. As pessoas sentem-se culpadas quando não retribuem e podem ficar com raiva quando outra pessoa não retribui. O altruísmo recíproco sugere que “tal ajuda é motivada por uma tendência genética”. Assim, alguns profissionais argumentam que o altruísmo pode não existir, sendo completamente motivado pela reciprocidade. Tanto a reciprocidade como o altruísmo podem motivar muitos comportamentos pró-sociais importantes, incluindo a partilha.